# Course à la liquidité
Une course à la liquidité, ou fuite vers la liquidité ((en) flight to liquidity), concerne les investissements en valeurs mobilières : c'est un phénomène brutal qui intervient pendant les périodes de tension sur les marchés financiers, au cours duquel des épargnants et spéculateurs se précipitent pour vendre certains de leurs investissements, car ils craignent de ne plus pouvoir les vendre rapidement par la suite. Le problème n’est pas forcément un problème de perte de valeur, mais spécifiquement de liquidité des investissements.
Ce phénomène survient parfois en parallèle à une fuite vers la qualité. Tandis que la fuite vers la qualité concerne essentiellement des bulles spéculatives sur des titres d'État, et est un phénomène assez étalé dans le temps, les courses à la liquidité sont brutales et ont lieu pendant les épisodes de forte tension sur les marchés.
La course à la liquidité est limitée au niveau des épargnants grâce au fonds de garantie des dépôts qui permet d'être protégé et remboursé, jusqu'à par exemple 70 000 euros en France, ce qui a calmé le jeu à l'automne 2008.

## Description
Des gérants de fonds, qui subissent des pertes sur certains de leurs placements, ou doivent répondre à des appels de marge, souhaitent vendre quelques-uns de leurs autres placements, faisant chuter leurs prix sur le marché boursier : « afin de faire face à ses obligations contractuelles, notamment lorsque l’appel de marge s’effectue en liquidités, le gestionnaire peut être amené à céder d’autres titres de son portefeuille par le biais d’opérations parfois qualifiées de "ventes de détresse". »
Lors des transitions entre les périodes de calme et les périodes de tension sur les marchés financiers, « la période d’ajustement de la composition du portefeuille, qui se fait rapidement mais pas instantanément, constitue le cœur de la contagion financière. Ce réaménagement produit des effets-retours positifs, qui entretiennent le mouvement d’ajustement, jusqu’à la réalisation d’un nouvel équilibre. La composition du portefeuille optimal résultante est très différente de la précédente : beaucoup moins diversifiée, elle est concentrée sur les actifs réputés les plus sûrs, c’est-à-dire les titres d’État des marchés de référence. Lorsque la crise des économies émergentes s’est transmise aux marchés d’actifs des pays développés, un pic de volatilité a ainsi été constaté sur les obligations d’État aux États-Unis et en Europe. En conséquence, les opérateurs se sont reportés temporairement sur les titres les plus courts, moins sensibles au risque de taux, dans un mouvement qualifié de course à la liquidité. »
Lorsque le nouvel état d’équilibre est atteint, les valeurs privilégiées pour les investissements sont donc les valeurs plus liquides, comme des emprunts d'État. Les entrepreneurs, en particulier dans les pays émergents, ont donc davantage de difficultés à financer leurs projets les plus incertains.

## Exemples
Un exemple récent de fuite vers la liquidité est la crise financière russe de 1998, au cours de laquelle le hedge fund LTCM a fait faillite.
« C’est [..] une crise générale des schémas de valorisation qui a balayé les marchés financiers à partir du début septembre 1998. Cette crise s’est traduite par une fuite généralisée vers la liquidité. »

## Sources
- « La dynamique des crises financières internationales : quelques enseignements », Bulletin de la Banque de France, n°64, avril 1999